# Empresa Pública Metropolitana de Agua Potable y Saneamiento Quito
La Empresa Pública Municipal de Agua Potable y Saneamiento de Quito (EPMAPS) es la institución encargada de brindar estos servicios en Quito. La EPMAPS fue fundada en junio de 1960.

## Historia
Desde la época colonial se comienzan a establecer normas regulatorias sobre el manejo del agua en Quito. Es así que en el año de 1535, el Cabildo de Quito tuvo la potestad de legislar el uso de las aguas que descendían del Pichincha y las embalsadas en las lagunas para que no fueran utilizadas al azar ni al capricho de los dueños de las estancias.
En 1887, se contaba ya con el primer sistema de conducción del agua proveniente de El Atacazo, que se trataba de una acequia llamada posteriormente El Canal Municipal, que conducía el agua a fuentes públicas de donde los aguateros la acarreaban hacia los hogares en pesados pondos de barro.

En 1902, el Congreso de la República inició la construcción de obras para el abastecimiento de agua potable, para lo cual gravó con 5 cts. al consumo de aguardiente y 2 cts. por cada kilo de cuero de exportación, con lo que se financió el estudio de aprovisionamiento de agua y canalización de Quito.

Si bien se realizaron los estudios para el diseño del sistema de distribución, no fue sino hasta mayo de 1906, que durante el gobierno del General Eloy Alfaro, las obras de distribución de agua potable y canalización de aguas servidas se declararon prioritarias. Se conformó la primera Junta de Agua Potable y Canalización de Quito, que tuvo a cargo la ejecución de los proyectos relativos a la prestación de servicios de agua potable y alcantarillado hasta noviembre de 1915, año en el cual el congreso decretó que la gestión del agua en Quito pasara a manos del Municipio de la ciudad. Durante la gestión de la Junta de Agua se construyó la Planta de Purificación de ""El Placer"" que entró en funcionamiento en 1913.

Entre 1925-1940 la ciudad creció y la demanda de agua potable se incrementó notablemente, la búsqueda de soluciones a este problema llevó a la Empresa a buscar más fuentes para aumentar el caudal de ingreso a la planta de El Placer. Para 1947, se había construido ya el canal de Lloa brindando a la ciudad una solución adecuada a ese momento.
En junio de 1960 se creó la Empresa Municipal de Agua Potable y a partir de ese año se entregaron importantes obras para la ciudad:

•	El Sistema Pita – Tambo que alimenta la planta de Puengasí y sirve al centro y sur de la ciudad.
•	El proyecto la Mica - Quito Sur, cuyas aguas son potabilizadas en la planta de El Troje y sirve al sur de la ciudad
•	El Sistema Integrado Papallacta, que lleva el agua cruda hasta la planta de Bellavista y sirve de abastecimiento al norte de la ciudad y los valles de Tumbaco y Cumbayá.
Cincuenta y ocho años después de su creación la Empresa dota del servicio de agua potable al 98,2% de la población del distrito metropolitano y de alcantarillado al 92% del DMQ..

## Servicios
Los servicios básicos de la EPMAPS son:
1. 	Captación, tratamiento y distribución de agua potable.
a.	Asegurar la disponibilidad de agua potable para
b.	Verificar la calidad del agua potable
2.	Planificación, construcción y mantenimiento de las redes de saneamiento.
3. Generación de Hidroelectricidad.

## Proyectos Prioritarios
Entre las acciones más importantes que la EPMAPS se encuentra ejecutando se encuentran los siguientes proyectos:
- Plan de aseguramiento de disponibilidad de agua potable en el Distrito Metropolitano de Quito: el objetivo es garantizar el abastecimiento de agua potable de la ciudad de Quito y sus 33 parroquias rurales que conforman el Distrito Metropolitano de Quito, en el mediano y largo plazos (a partir del año 2018 y durante el presente siglo), con un caudal garantizado de 17 m³/s, protegiendo la naturaleza y mitigando los posible efectos del cambio climático.
- Programa para la descontaminación de los ríos de Quito: el objetivo del programa es efectuar un manejo integral y adecuado de los residuos líquidos generados por la población (descargas domésticas) y actividades productivas del DMQ (descargas industriales) mediante su intercepción, conducción y tratamiento de las aguas residuales urbanas; de manera que se minimicen los impactos que actualmente se derivan de su descarga directa a los ríos y quebradas, contribuyendo a mejorar la calidad de vida de la población directa e indirectamente involucrada en el proyecto.
- Plan de reducción de pérdidas y consumos, y adaptación al Cambio Climático: el objetivo es reducir el consumo de agua potable a niveles de aprovechamiento óptimo, así como también reducir las pérdidas de agua en los procesos de producción y distribución, lo que permitirá hacer un aprovechamiento eficiente de las fuentes disponibles de agua para cubrir las demandas crecientes de la Ciudad asociados a los efectos del cambio climático.
- Manejo integral de las laderas del eje Pichincha - Atacazo: el objetivo es conservar, preservar y recuperar las Laderas del Eje Pichincha-Atacazo protegiendo recursos naturales y evitando la ocupación urbana indebida.
- Plan de manejo y control de inundaciones, y optimización del drenaje urbano: el objetivo es disponer de un sistema de alcantarillado que opere en condiciones estructurales e hidráulicas adecuadas, respetando las leyes y normas ambientales de tal forma que brinde un servicio eficiente a la población, utilizando procedimientos modernos de operación y mantenimiento y adoptando medidas innovadoras para la gestión de la escorrentía.